# Cülyan (ort i Azerbajdzjan, lat 40,82, long 48,17)
Cülyan är en ort i Azerbajdzjan.   Den ligger i distriktet İsmayıllı Rayonu, i den centrala delen av landet, 150 km väster om huvudstaden Baku. Cülyan ligger 735 meter över havet och antalet invånare är 187.
Terrängen runt Cülyan är varierad. Närmaste större samhälle är İsmayıllı, 3,9 km sydväst om Cülyan.
Trakten runt Cülyan består till största delen av jordbruksmark. Runt Cülyan är det ganska glesbefolkat, med 34 invånare per kvadratkilometer.